# Зоря (Каховський район)
Зоря́ — село в Україні, у Верхньорогачицькій селищній громаді Каховського району Херсонської області. Населення становить 87 осіб. Розташоване на лівому березі р. Рогачик. 24 лютого 2022 року село тимчасово окуповане російськими військами під час російсько-української війни.

## Населення
Згідно з переписом УРСР 1989 року чисельність наявного населення села становила 43 особи, з яких 18 чоловіків та 25 жінок.
За переписом населення України 2001 року в селі мешкало 88 осіб.

### Мова
Розподіл населення за рідною мовою за даними перепису 2001 року:
| Мова       | Кількість | Відсоток |
| ---------- | --------- | -------- |
| українська | 85        | 97.7%    |
| російська  | 2         | 2.3%     |
| Усього     | 87        | 100%     |